# São João (1551)
Il galeone São Joao andò perso il 24 giugno 1552 al largo di Port Edward, mentre trasportava un grande tesoro.

## Storia

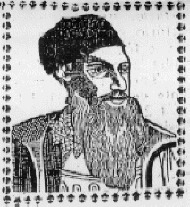
Il capitano Manoel de Sousa Sepúlveda circa 1540.

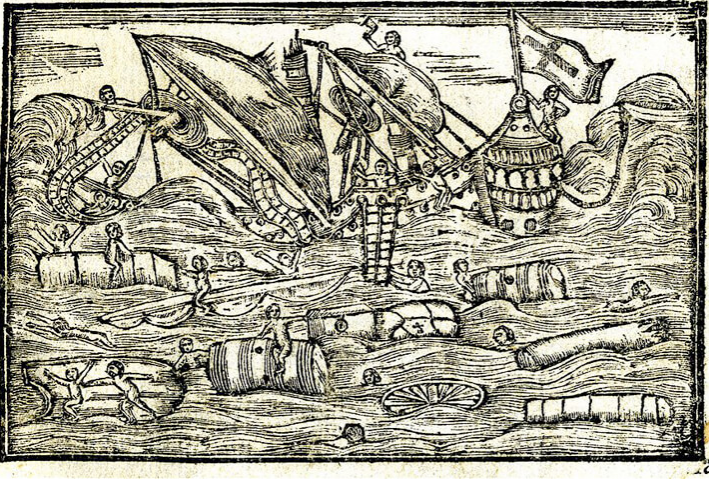
Representazione del naufragio del Galeão Grande São João (1552), in História Trágico Marítima (1735).

La Carreira da Índia era il termine utilizzato dai portoghesi per descrivere il viaggio di andata e ritorno delle loro navi a vela tra Lisbona e Goa che, compreso lo scalo di tre mesi a Goa per acquistare merci e articoli di commercio, aveva una durato di circa diciotto mesi, ma solo quando le circostanze erano le più favorevoli.
Il galeone São João venne costruito presso il cantiere navale Ribeira das Naus di Lisbona e varato nel 1550. In quello stesso anno fu nominato suo comandante il capitão Dom Álvaro de Attaide da Gama e il galeone venne assegnato ad una squadra navale della Carreira das Índias, comandata da Dom Affonso de Noronha, nominato Viceré dell'India. La squadra navale consisteva in quattro caracche e un galeone al comando rispettivamente di Affonso de Noronha, Diogo de Noronha, Jorge de Menezes e Álvaro Attaide da Gama, che salparono da Lisbona rispettivamente il 1, 2 e 18 maggio 1550.
Dopo aver superato il Capo di Buona Speranza, il galeone São João arrivò a Pegú, dove Álvaro de Attaide da Gama, insieme agli ufficiali della nave, ritenne che l'Ilhéus Queimados si trovasse a 16º di latitudine, sopra Goa.
Arrivato a Cochin il 26 dicembre 1551, Álvaro de Attaide da Gama e alcuni ufficiali della nave assegnati alla nuova amministrazione delle province dell'India sbarcarono, per recarsi alla caracca São Pedro diretti a Goa. Da questo momento in poi, Dom Manuel Souza Sepúlveda diventò il capitano del galeone.
Caricato il galeone a Coulão con 4500 quintali di spezie, esso rimase a Cochin dal 26 dicembre 1550 al 3 febbraio 1552 per caricare la nave con altre spezie, porcellane cinesi e altre mercanzie per un totale di ulteriori 7500 quintali, che portarono il carico alla cifra totale di 12000 quintali di merce.
A bordo, oltre al capitano Manoel de Souza Sepúlveda, vi era sua moglie Lianor de Sá e i loro figli insieme ai nobili Pantaleão de Sá, Tristão de Souza, Diogo Mendes Dourado de Setúbal e Amador de Souza.
Il São João salpò da Cochin, in India, il 3 febbraio 1552, piuttosto in ritardo per poter superare la stagione delle tempeste di maggio alla latitudine del Capo di Buona Speranza, e tale ritardo era dovuto alle difficoltà nell'approvvigionamento delle necessarie quantità di pepe, ostacolato dallo scoppio della guerra sulla costa del Malabar.
Considerata dall'autore George MacCall Theal, una delle navi più ricche che abbiano mai lasciato l'India dalla scoperta della rotta marittima verso l'India, il galeone São João, giunto al largo del Capo di Buona Speranza, affrontò numerosi giorni di mare in tempesta. Le sue vele logore furono lacerate, e il timone danneggiato, costringendo il capitano Manuel de Sepúlveda a dirigere la sua nave verso la costa nella speranza di raggiungere il Mozambico. L'8 giugno, giunta in vista della costa del Natal, la nave che imbarcava acqua e senza timone e alberatura, fu portata gradualmente verso la costa, fino a quando si arenò poco al largo della foce del fiume Inhlanhlinhlu a Port Edward. La nave spezzò in due al centro, e nel giro di un'ora anche questi due tronconi si spezzarono in due a sua volta. Dei presenti a bordo, centodieci morirono all'atto di lasciare il galeone, mentre altri centottanta portoghesi e trecentoventi schiavi riuscirono ad arrivare a terra.
Dato che l'avamposto portoghese più vicino era quello stagionale per il commercio di avorio sito nell'attuale città di Maputo, distante circa 600 chilometri, gli ufficiali sopravvissuti pianificarono inizialmente di utilizzare il legname del relitto per costruire una piccola caravella con cui salpare verso raggiungere la baia di Lourenço Marques, ma il mare agitato distrusse tutto il legname della nave.
Dopo aver atteso dodici giorni affinché i feriti si riprendessero, e fossero recuperati oggetti utili naufragati sulla battigia, i sopravvissuti partirono per Maputo, distante 180 leghe, il 7 luglio 1552. Camminando lungo la battigia, con numerose deviazioni nell'entroterra per guadare i grandi e profondi fiumi come gli Umzimkulu, trecento sopravvissuti emaciati ed esausti, arrivarono sulla sponda meridionale della baia di Maputo, circa tre mesi dopo. Qui trovarono un capo locale africano amichevole di nome Inyaka, che diede loro cibo e conforto. Inyaka raccomandò loro di attendere l'arrivo della annuale nave mercantile portoghese destinata al commercio dell'avorio, piuttosto che avventurarsi più a nord, in un territorio in cui le tribù erano ostili nei confronti dei portoghesi. Piuttosto confusi ed incerti se avessero raggiunto la baia di Delagoa, i sopravvissuti insistettero per camminare verso nord solo per essere sistematicamente derubati di tutti i loro averi dagli africani ostili. Doña Leonor, moglie del capitano De Sepúlveda, venne spogliata di tutti i suoi vestiti e colta dalla vergogna scavò un buco nella sabbia e vi si seppellì fino alla vita usando solo i capelli per coprirsi. Il pilota, André Vàs, e gli altri furono costretti a lasciare il Capitano e sua moglie alle loro spalle e a proseguire il loro viaggio. De Sepúlveda si ridusse a cercare frutta in un boschetto per cercare di alimentare la sua famiglia, ma dona Leonor, i suoi due figli e diversi schiavi morirono poco tempo dopo per fame e stanchezza. Sconvolto, Manuel de Sepúlveda, si inoltrò in un boschetto per non essere mai più visto.
I pochi sopravvissuti rimasti ebbero la fortuna di essere salvati da una nave portoghese di passaggio dopo essere stati riscattati dai nativi in cambio di alcune perle, arrivando sull'isola di Mozambico il 25 maggio 1553 Un certo Álvaro Fernandes, un negoziante sulla imbarcato sulla Sao Joao, sopravvisse per raccontare la storia della perdita della nave e le tribolazioni dei suoi sopravvissuti. Pochi anni dopo, verso il 1555-1556, venne pubblicato un libro intitolato História da muy notável perda do galeão grande São João, che fu ristampato in numerose edizioni.
I resti del galeone São João si trovano sul fondo del mare a Port Edward, nella zona del KwaZulu-Natal, attuale Sudafrica: LAT: 31º44S LON: 23º59E.

### Fonti
1. 1 2 3 4 5 6 7  The Heritage Portal.
2. 1 2  Fortes 1850, p. 118.
3. 1 2  Maldonaldo 1985, p. 62.
4. 1 2 3  Maldonaldo 1985, p. 63.
5. 1 2 3 4 5 6 7  Fortes 1850, p. 124.
6. 1 2  Fortes 1850, p. 119.
7. 1 2 3 4  Fortes 1850, p. 120.
8. ↑  Fortes 1850, p. 121.
9. 1 2  Fortes 1850, p. 122.
10. ↑  Fortes 1850, p. 123.